# Anke Westendorf
Anke Westendorf   (Schwerin, 26 de febrer de 1954) va ser una jugadora de voleibol alemanya que va competir sota bandera de la República Democràtica Alemanya.
El 1976 va prendre part en els Jocs Olímpics de Mont-real, on fou sisena en la competició de voleibol. Quatre anys més tard, als Jocs de Moscou, guanyà la medalla de plata en la competició de mateixa competició. En el seu palmarès també destaquen una medalla de bronze, el 1975, i dues de plata, el 1977 i 1979, al Campionat d'Europa de voleibol.
Pel que fa a clubs, jugà amb el SC Traktor Schwerin, amb qui guanyà la lliga de la RDA de 1976, 1977, 1980, 1981, 1982, la Copa de la RDA de 1981 i 1982, la Recopa d'Europa de 1975 i la Copa d'Europa de 1978.